# Souimanga de Johanna
Cinnyris johannae
Espèce
Statut de conservation UICN

 LC  : Préoccupation mineure
Le Souimanga de Johanna (Cinnyris johannae) est une espèce de passereaux de la famille des Nectariniidae.

## Répartition et sous-espèces
Cet oiseau est répandu en Afrique équatoriale.
Selon la classification de référence du Congrès ornithologique international (14.2. 2024) :
- Cinnyris johannae fasciatus (Jardine & Fraser, 1852) — à l'ouest du Dahomey Gap ;
- Cinnyris johannae johannae Verreaux & Verreaux, 1851 — à l'est du Dahomey Gap.

## Alimentation
Cinnyris johannae se nourrit d'insectes qu'il recherche dans le calice des fleurs.

## Systématique
Le nom valide complet (avec auteur) de ce taxon est Cinnyris johannae J. Verreaux & É. Verreaux, 1851,.
Ce taxon porte en français les noms vernaculaires ou normalisés suivants : Souimanga de Johanna, Souimanga de Jeanne,.
Cinnyris johannae a pour synonyme :
- Nectarinia johannae (J.Verreaux & E.Verreaux, 1851)

### Étymologie
Son épithète spécifique, johannae, lui a été donnée en l'honneur d'Henriette Jeanne Verreaux (née Bodier en 1826), épouse d'Édouard Verreaux l'un des deux frères français Verreaux qui ont décrit l'espèce, et ce « en témoignage d'estime et d'amitié ».

### Publication originale
- (fr + la) Jules Verreaux et Édouard Verreaux, « Descriptions d'espèces nouvelles, rares ou peu connues, d'oiseaux du Gabon (Afrique occidentale) », Revue et magasin de zoologie pure et appliquée, Paris, 2e série, vol. 3, no 7,‎ juillet 1851, p. 306-317 (ISSN 1259-6523, e-ISSN 2540-5020, lire en ligne, consulté le 19 septembre 2024).